# Fédération de la gauche (Italie)
Ne doit pas être confondu avec Fédération des gauches.
La Fédération de la gauche (Federazione della Sinistra, FdS) était un mouvement politique italien fondé en décembre 2009 par plusieurs formations politiques ayant constitué la Liste anticapitaliste et qui a pris fin en novembre 2012 :
- Le Parti de la refondation communiste, issu du Parti communiste italien.
- le Parti des communistes italiens, lui-même issu du précédent.
- Socialisme 2000, issu des Démocrates de gauche.
- l'Association 23 mars Travail et solidarité, regroupant des syndicalistes de la Confédération générale italienne du travail.
- le Réseau des communistes (membre observateur).

Oliviero Diliberto, ancien ministre des Grâces et de la Justice et secrétaire national du PdCI, est porte-parole de la Fédération de la gauche depuis le 21 novembre 2010. Il succède à Paolo Ferrero, secrétaire du PRC et à Cesare Salvi, responsable de Socialisme 2000.
Son 1er congrès s'est tenu les 20 et 21 novembre 2010.
En novembre 2012, des désaccords internes quant à la stratégie électorale à tenir lors des prochaines élections générales entraînent la rupture de la coalition.